# 桶子雞

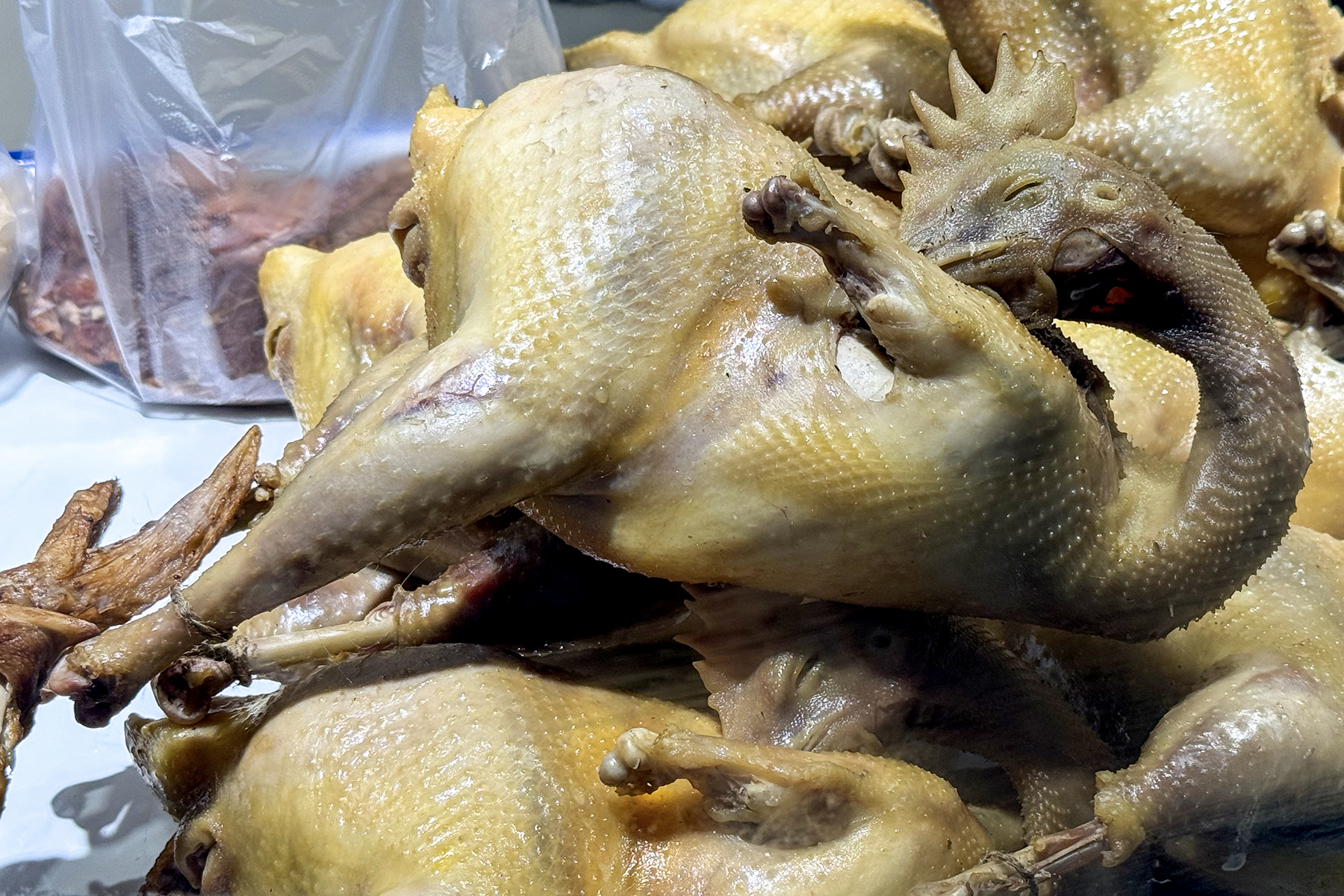
开封桶子鸡

桶子雞是一種以滷水浸泡而成的菜餚，均採用油脂高年头足的老母鸡作为原材料。

## 歷史
相傳在明朝中葉就已出現。亦有說法指早在北宋就有「桶子雞」的做法。有傳廣東燒味中的豉油雞便是從「桶子雞」演變出來，而有些燒味店的豉油雞會以「桶子油雞」名義發售。

## 开封桶子鸡
开封马豫兴桶子鸡是河南省开封市的传统历史名产，因其形似圆桶而得名。清咸丰三年（1853年），由桶子鸡技艺的传人马氏后裔在开封古楼东南角设“马豫兴鸡鸭店”，从那时沿袭至今。